# 198 (număr)
198 (o sută nouăzeci și opt) este un număr natural precedat de 197 și urmat de 199.

## În matematică
198
- Este un număr par.
- Este un număr compus.[3][4]
- Este un număr abundent,[5][6] deoarece 270 este mai mare decât 198
- Este un număr harshad,[7][8], fiind divizibil cu suma cifrelor sale în bazele 4, 7–9, 10[9], 12–14, 16–19, 21–23, 28, 31, 33, 37, [...], 99 [...] și în toate bazele mai mari ca 196.
- Este un număr practic.[10][11]
- Este un număr rotund.[12][13]
- Este un număr semiperfect (pseudoperfect).[14][15]
- Este un număr Devlali (engleză self).[16][17]
- Este un număr 67-gonal.[18]
- Se află între perechea de prime gemene 197 și 199

## În astronomie
- 198 Ampella este un asteroid mare al Centurii de asteroizi

## În armată
- 198th Battalion (Canadian Buffs), CEF Forța Expediționară Canadiană în timpul Primului Război Mondial
- No. 198 Squadron RAF a fost o escadrilă de avioane Royal Air Force în timpul celui de-al doilea război mondial
- USS Herndon (DD-198) a fost un distrugător de clasă Clemson, al Marinei Statelor Unite, în timpul Primului Război Mondial
- USS Lovelace (DE-198) a fost un distrugător de clasă Buckley, în marina americană, în timpul celui de-al doilea război mondial.
- USS McCracken (APA-198) a fost un transport de atac clasa Haskell, în marina americană, în timpul celui de-al doilea război mondial.
- USS Muskingum (AK-1988) a fost o navă de marfă de clasă Alamosa, în marina americană în timpul celui de-al doilea război mondial
- USS Peacock (MSC-198) a fost un detector-distrugător de mine, de clasă Bluebird din Marina Statelor Unite, în timpul războiului din Vietnam
- USS Tambor (SS-198) a fost nava principală a clasei sale de submarine din Marina Statelor Unite în timpul celui de-al doilea război mondial
- Divizia 198  a fost o formațiune militară a Armatei Voluntare Populare a Republicii China în timpul războiului coreean

## În alte domenii
198 este de asemenea:
- Anul 198 î.Hr. sau 198
- Minusculul 198 este un manuscris minuscul grecesc al Noului Testament